# Francesc Planells Costa
Francesc Planells Costa (Eivissa, 1958) és un advocat i polític eivissenc, diputat al Parlament de les Illes Balears en la III Legislatura.
Es llicencià en dret a la Universitat de Barcelona. Militant del PSIB-PSOE a Eivissa, fou elegit diputat a les eleccions al Parlament de les Illes Balears de 1991 i membre del Consell Insular d'Eivissa i Formentera. A les eleccions municipals espanyoles de 1995 fou elegit regidor socialista a Sant Josep de Sa Talaia. L'octubre de 2002 fou nomenat membre del Consell Econòmic i Social de les Illes Balears. El 2006 deixà els càrrecs públics i es dedicà a exercir d'advocat.